# Skären (Ljusterö socken, Uppland)
Skären är en insjö på norra Ljusterö i Österåkers kommun i Uppland och ingår i Norrtäljeån-Åkerströms kustområde. Sjön är 7,3 meter djup, har en yta på 0,448 kvadratkilometer och befinner sig 25 meter över havet. Den ligger cirka 500 meter norr om Kyrksjön på Ljusterö. Det finns även tre andra insjöar i Sverige som också heter Skären, varav två finns i samma landskap som insjön på Ljusterö. Dessa två; Skären  i Össeby-Garns socken och Skären i Riala socken, finns båda på fastlandet och på ungefär lika långt avstånd från insjön Skären på Ljusterö, cirka 12 kilometer. 

## Delavrinningsområde
Skären ingår i det delavrinningsområde (660498-166095) som SMHI kallar för Rinner till Skatfjärden. Medelhöjden är 19 meter över havet och ytan är 11,92 kvadratkilometer. Det finns inga avrinningsområden uppströms utan avrinningsområdet är högsta punkten. Avrinningsområdets utflöde mynnar i havet, utan att ha någon enskild mynningsplats.